# Ґай (Новомейський повіт)
Ґай (пол. Gaj, нім. Gay) — село в Польщі, у гміні Біскупець Новомейського повіту Вармінсько-Мазурського воєводства.
Населення — 91 особа (2011).
У 1975-1998 роках село належало до Торунського воєводства.

## Демографія
Демографічна структура станом на 31 березня 2011 року:
|          | Загалом | Допрацездатний вік | Працездатний вік | Постпрацездатний вік |
| -------- | ------- | ------------------ | ---------------- | -------------------- |
| Чоловіки | 47      | 17                 | 27               | 3                    |
| Жінки    | 44      | 8                  | 22               | 14                   |
| Разом    | 91      | 25                 | 49               | 17                   |